# EM i landevejscykling 2019
EM i landevejscykling 2019 var det 25. europæiske mesterskab i landevejscykling. Det blev afholdt fra 7. til 11. august 2019. Mesterskabet skulle egentlig afholdes i Annecy, men senere fik Alkmaar i Holland muligheden for at afholde det.

## Resultater

### Herrer
| Event           | Guld                        | Guld       | Sølv                      | Sølv  | Bronze                 | Bronze |
| --------------- | --------------------------- | ---------- | ------------------------- | ----- | ---------------------- | ------ |
| Herrer - Elite  |                             |            |                           |       |                        |        |
| Linjeløb        | Elia Viviani (ITA)          | 3t 30' 52" | Yves Lampaert (BEL)       | + 1"  | Pascal Ackermann (GER) | + 8"   |
| Enkeltstart     | Remco Evenepoel (BEL)       | 24' 55"    | Kasper Asgreen (DEN)      | + 18" | Edoardo Affini (ITA)   | + 20"  |
| Herrer - U23    |                             |            |                           |       |                        |        |
| Linjeløb        | Alberto Dainese (ITA)       | 3t 08' 53" | Niklas Larsen (DEN)       | + 0"  | Rait Ärm (EST)         | + 0"   |
| Enkeltstart     | Johan Price-Pejtersen (DEN) | 25' 53"    | Mikkel Bjerg (DEN)        | + 11" | Stefan Bissegger (SUI) | + 12"  |
| Herrer - Junior |                             |            |                           |       |                        |        |
| Linjeløb        | Andrij Ponomar (UKR)        | 2t 32' 27" | Maurice Ballerstedt (GER) | + 21" | Andrea Piccolo (ITA)   | + 21"  |
| Enkeltstart     | Andrea Piccolo (ITA)        | 26'52"     | Lars Boven (NED)          | + 12" | Enzo Leijnse (NED)     | + 14"  |

### Damer
| Event          | Guld                      | Guld       | Sølv                     | Sølv  | Bronze                   | Bronze |
| -------------- | ------------------------- | ---------- | ------------------------ | ----- | ------------------------ | ------ |
| Damer - Elite  |                           |            |                          |       |                          |        |
| Linjeløb       | Amy Pieters (NED)         | 2t 56' 02" | Elena Cecchini (ITA)     | + 0"  | Lisa Klein (GER)         | + 0"   |
| Enkeltstart    | Ellen van Dijk (NED)      | 28' 07"    | Lisa Klein (GER)         | + 30" | Lucinda Brand (NED)      | + 52"  |
| Damer - U23    |                           |            |                          |       |                          |        |
| Linjeløb       | Letizia Paternoster (ITA) | 2t 15' 00" | Marta Lach (POL)         | + 0"  | Lonneke Uneken (NED)     | + 0"   |
| Enkeltstart    | Hannah Ludwig (GER)       | 29' 20"    | Maria Novolodskaja (RUS) | + 38" | Elena Pirrone (ITA)      | + 39"  |
| Damer - Junior |                           |            |                          |       |                          |        |
| Linjeløb       | Ilse Pluimers (NED)       | 1t 44' 14" | Sofie van Rooijen (NED)  | + 5"  | Kristina Nenadovic (FRA) | + 5"   |
| Enkeltstart    | Shirin van Anrooij (NED)  | 30'18"     | Aigul Gareeva (RUS)      | + 2"  | Wilma Olausson (SWE)     | + 42"  |

### Mixed
| Event          | Guld                                                                                    | Guld                                                                                    | Sølv                                                                            | Sølv                                                                            | Bronze                                                                                                 | Bronze                                                                                                 |
| -------------- | --------------------------------------------------------------------------------------- | --------------------------------------------------------------------------------------- | ------------------------------------------------------------------------------- | ------------------------------------------------------------------------------- | --- | --- |
| Holdtidskørsel | Holland                                                                                 | 52'49"                                                                                  | Tyskland                                                                        | + 14"                                                                           | Italien                                                                                                | + 1'25"                                                                                                |
| Holdtidskørsel | Bauke Mollema Amy Pieters Ramon Sinkeldam Floortje Mackaij Koen Bouwman Riejanne Markus | Bauke Mollema Amy Pieters Ramon Sinkeldam Floortje Mackaij Koen Bouwman Riejanne Markus | Lisa Klein Jasha Sütterlin Mieke Kröger Justin Wolf Lisa Brennauer Marco Mathis | Lisa Klein Jasha Sütterlin Mieke Kröger Justin Wolf Lisa Brennauer Marco Mathis | Vittoria Guazzini Edoardo Affini Elisa Longo Borghini Manuele Boaro Silvia Valsecchi Davide Martinelli | Vittoria Guazzini Edoardo Affini Elisa Longo Borghini Manuele Boaro Silvia Valsecchi Davide Martinelli |